# 3336 Grygar
3336 Grygar је астероид главног астероидног појаса чија средња удаљеност од Сунца износи 2,324 астрономских јединица (АЈ).
Апсолутна магнитуда астероида је 14,4.